# Bungalow

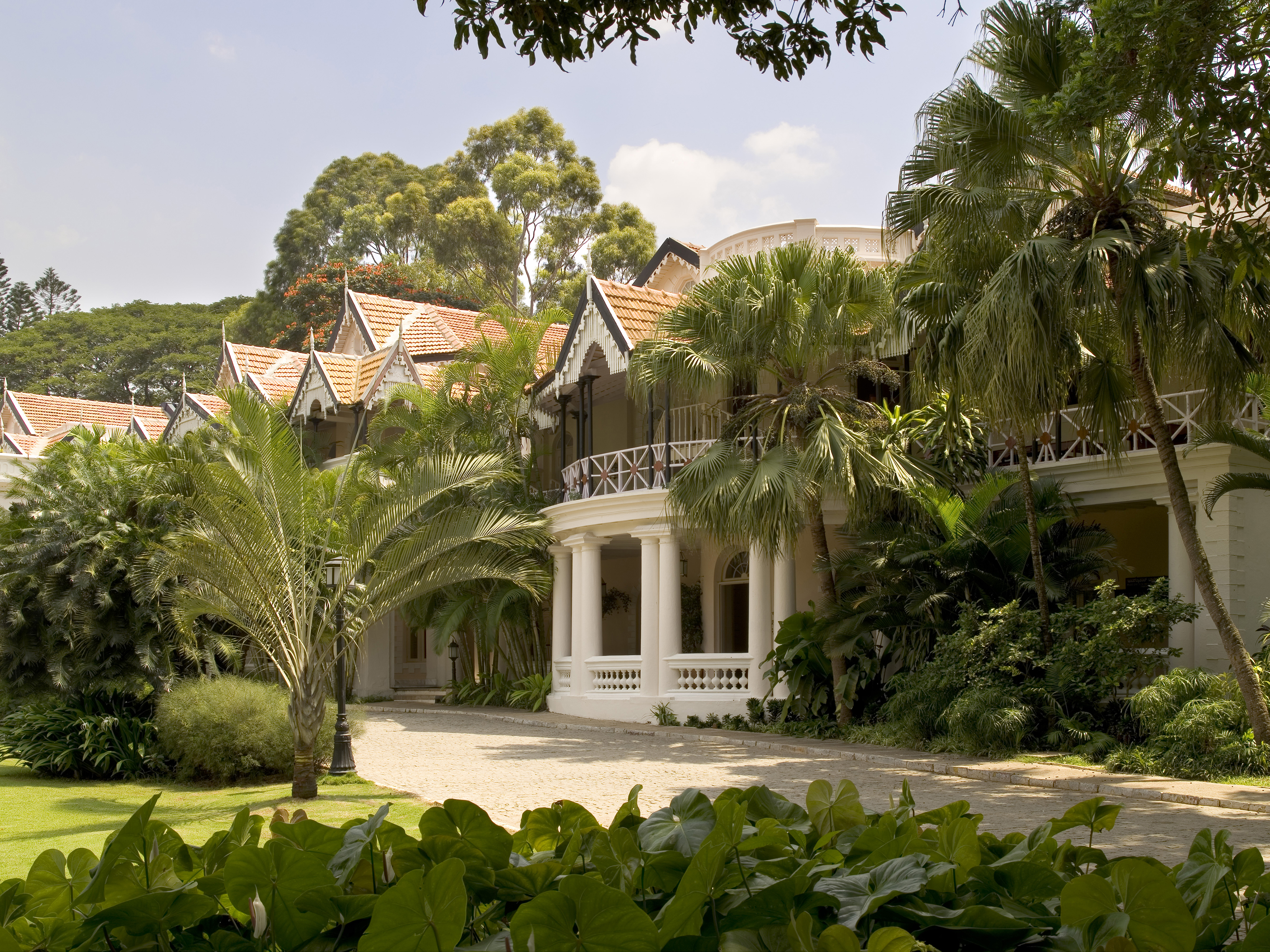
Moderno bungalow indiano presso Bangalore.

Un bungalow, in italiano anche nell'adattamento bungalo, è un tipo di abitazione a un piano originaria dell'India. La parola è l'adattamento in lingua inglese del termine in lingua gujarati baṅgalo, che significa "bengalese", utilizzato indirettamente per indicare una casa nello stile del Bengala.
Tali abitazioni erano tradizionalmente piccole, ad un piano soltanto, dal tetto di paglia e con un'ampia veranda. Il bungalow oggi è un tipo di casa che ha di solito un piano o un piano e mezzo, e può essere abbastanza grande.

## Nel mondo
In India il termine bungalow si riferisce a qualsiasi unità con una famiglia, anziché un edificio a più appartamenti, che di regola è per la classe media indiana che vive in città. L'utilizzo in India è differente da quello in Nord America dove un bungalow può essere abbastanza grande, un edificio a più piani che ospita una singola famiglia estesa. In India possedere un bungalow è un importante status symbol.
In Germania per bungalow si intende una casa a un piano con tetto piano. Questo stile di costruzione era più popolare negli anni '60. I due criteri sono menzionati nella letteratura contemporanea, ad esempio in Landhaus und Bungalow di Klara Trost (1961).
In Sudafrica invece la parola bungalow non si riferisce mai a un'abitazione residenziale, ma indica una piccola casa di vacanze, una casetta di tronchi o una casa sulla spiaggia in legno.
In Italia il termine bungalow identifica un alloggio di piccole dimensioni ubicato all'interno di un campeggio o di un residence, in cui si trascorrono le vacanze.
A Singapore e in Malaysia il termine bungalow è talvolta usato per riferirsi a una casa costruita durante l'era coloniale. Le strutture furono costruite "dall'inizio del XIX secolo fino alla fine della seconda guerra mondiale". Furono costruiti dagli inglesi per ospitare i loro "ufficiali militari, giudici dell'Alta Corte e altri membri della società coloniale grande e buona".
I primi due bungalow in Inghilterra furono costruiti a Westgate-on-Sea nel 1869 o 1870. Un bungalow era un edificio prefabbricato a un piano utilizzato come casa per le vacanze al mare. I produttori includevano Boulton & Paul Ltd , che realizzavano bungalow in lamiera ondulata come pubblicizzato nel loro catalogo del 1889, che furono eretti dai loro uomini sulle fondamenta in muratura leggera.
La maggior parte dei bungalow di Chicago furono costruiti tra il 1910 e il 1940. Erano tipicamente costruiti in mattoni (alcuni includevano elementi decorativi), con un piano e mezzo e un intero seminterrato. Con oltre 80.000 bungalow, lo stile rappresenta quasi un terzo del patrimonio abitativo unifamiliare di Chicago.
Gran parte degli edifici residenziali più antichi a Milwaukee, nel Wisconsin , sono bungalow in uno stile Arts and Crafts simile a quelli di Chicago, ma di solito con il timpano perpendicolare alla strada.
Dal 1908 agli anni '30 circa, lo stile California Bungalow era molto popolare in Australia con un crescente interesse per le case unifamiliari e le comunità urbane pianificate. Lo stile vide per la prima volta un uso diffuso nei sobborghi di Sydney. Si è poi diffuso negli stati australiani e in Nuova Zelanda.

## Vantaggi

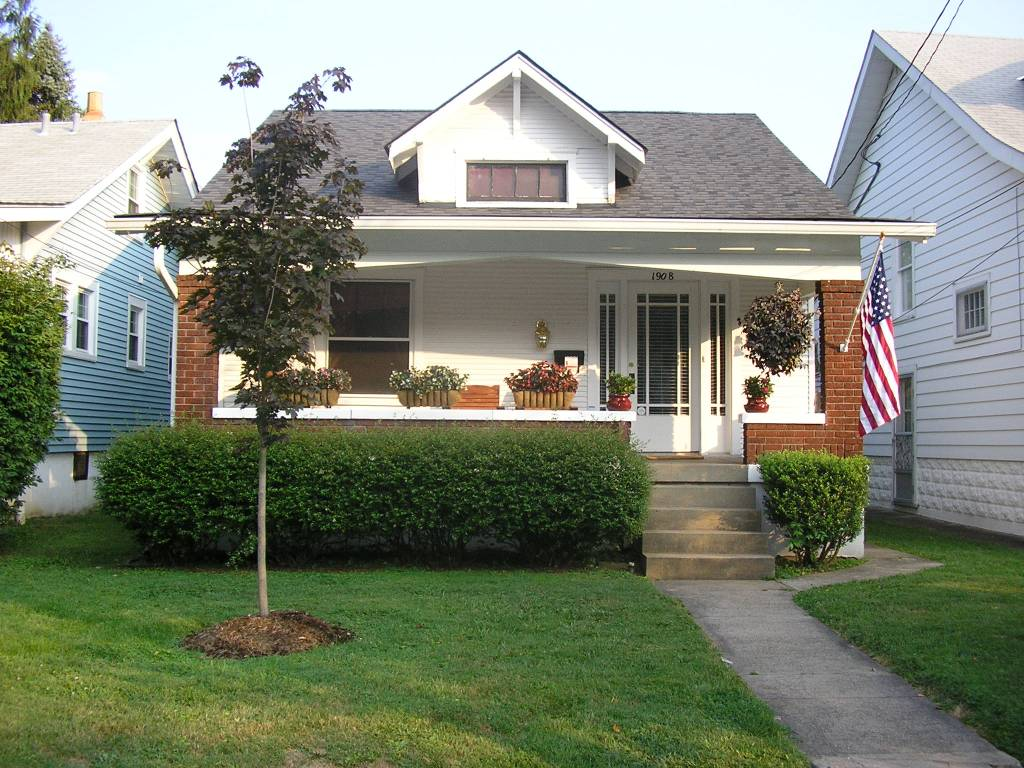
Un tipico bungalow americano a Louisville, nel Kentucky

Il bungalow è molto conveniente per il proprietario in quanto tutte le aree abitative sono su un singolo piano, senza le scale tra i vari spazi abitativi. È il più adatto a coloro che hanno una ridotta mobilità, ad esempio gli anziani o le persone su sedie a rotelle.
I dintorni dei bungalow singoli offrono più privacy delle vicinanze di quelli con due piani. Infatti alberi piantati strategicamente e siepi sono di solito sufficienti a chiudere la vista ai vicini. Con le case a due piani, l'altezza extra richiede alberi molto più alti per ottenere tale scopo e può non essere pratico piazzare tali alberi vicino alla casa.

### Considerazioni su costo e spazio
Considerando il costo per metro quadrato i bungalow sono più costosi da costruire delle case a due piani perché per la stessa area abitativa è richiesto una fondamenta e un tetto più larghi.

## Galleria d'immagini

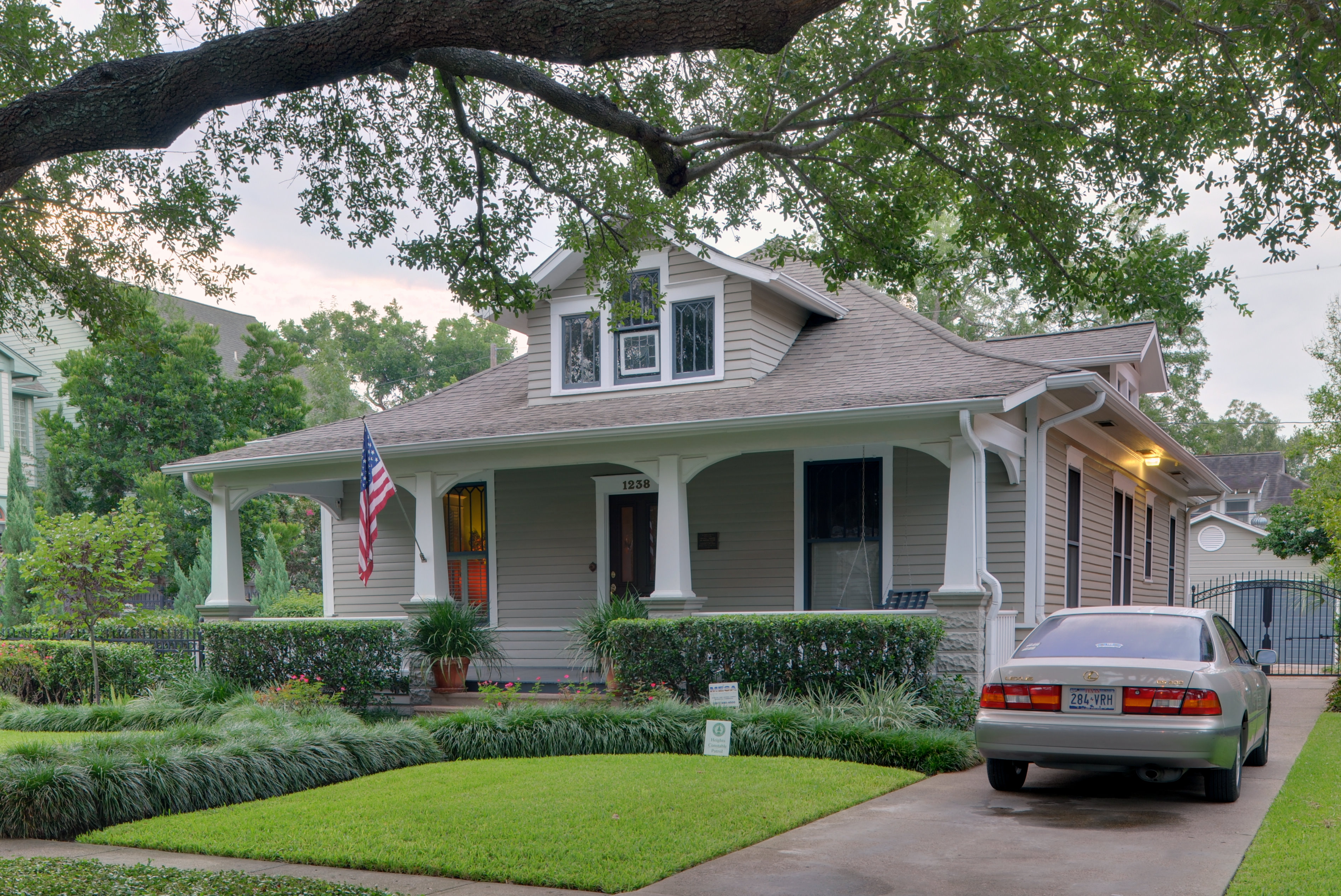
Una casa bungalow a Houston, in Texas
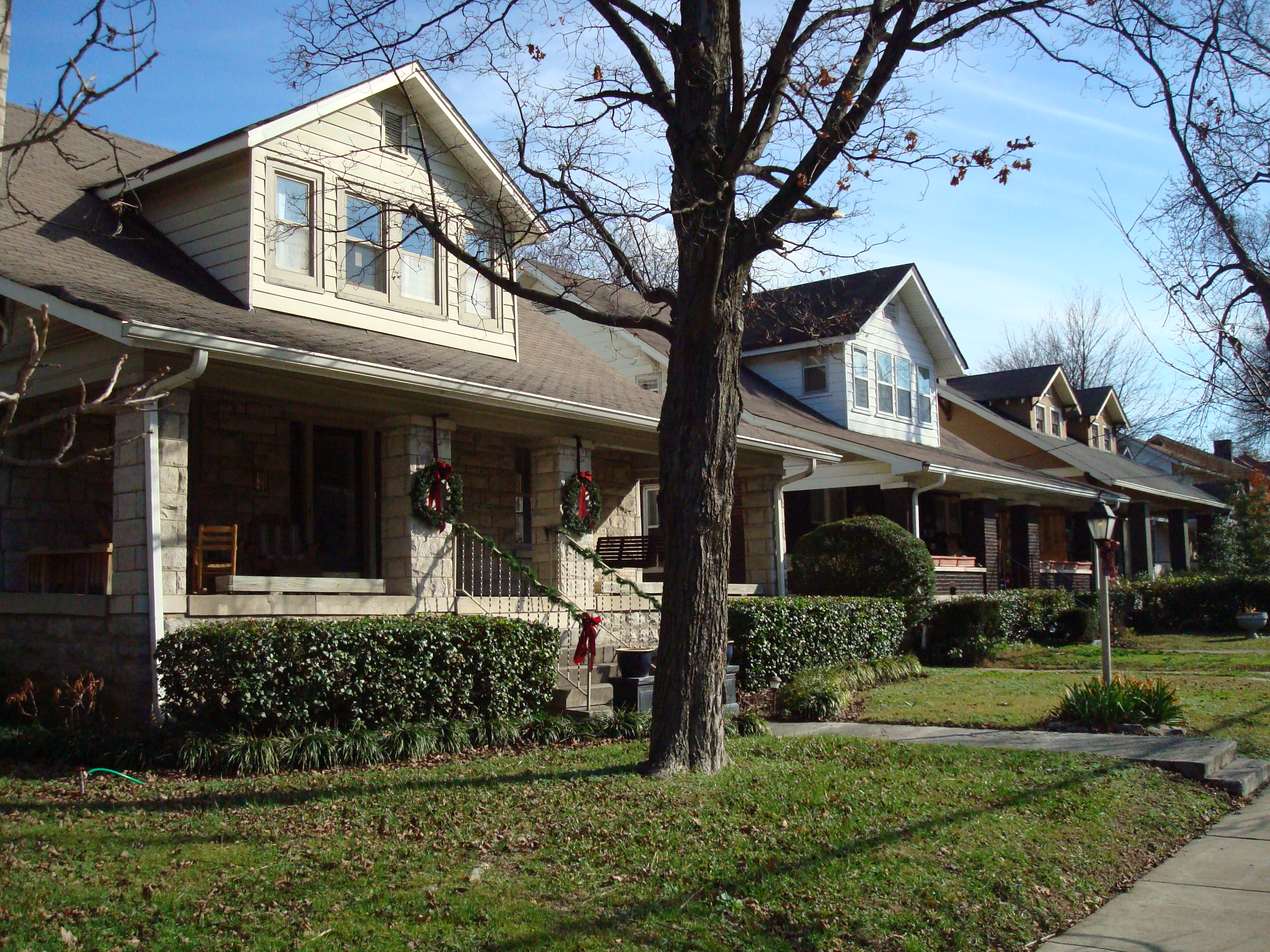
Bungalow a Belmont-Hillsboro di Nashville, Tennessee, Stati Uniti
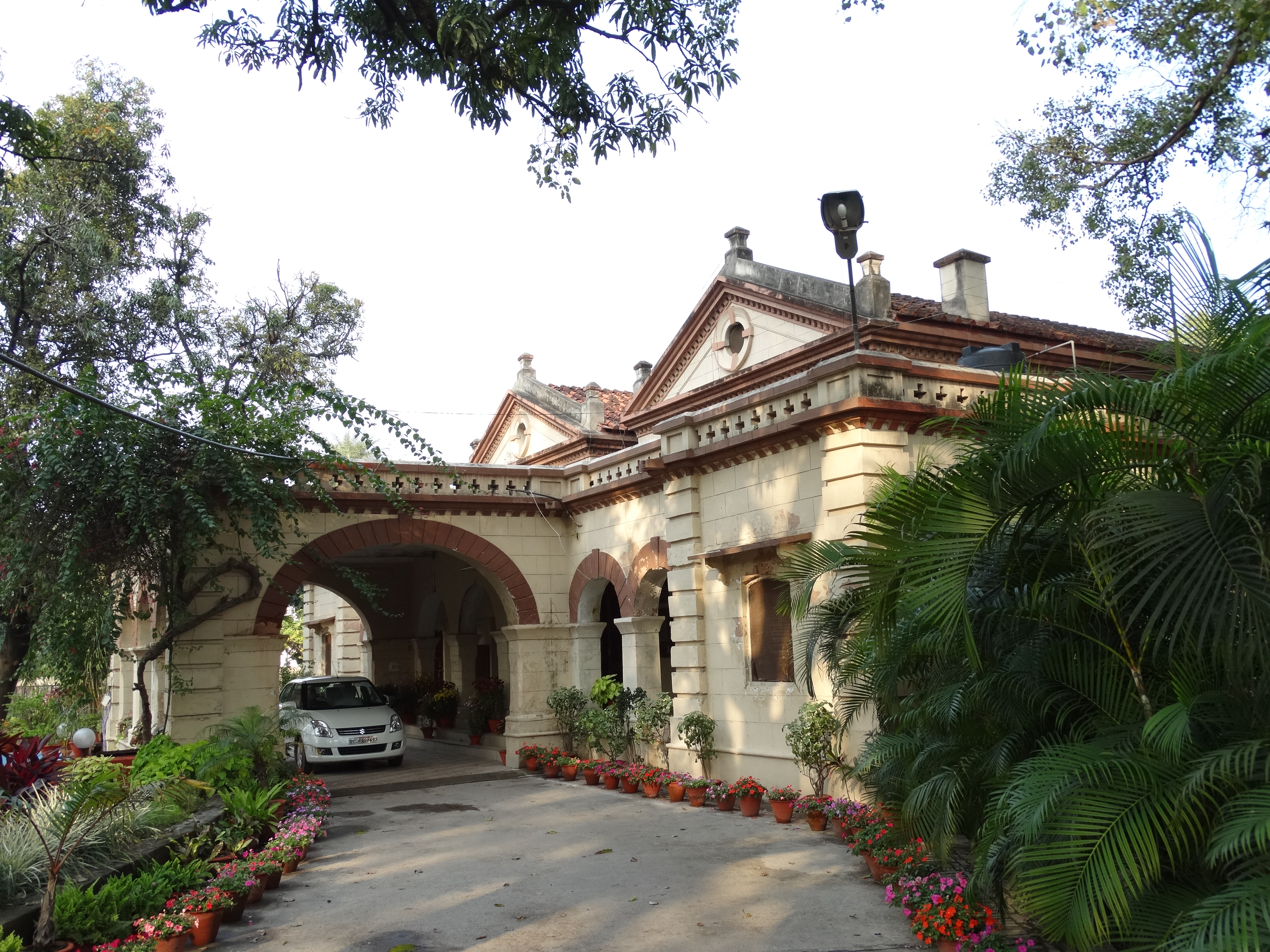
Bungalow in stile coloniale ad Allahabad, India
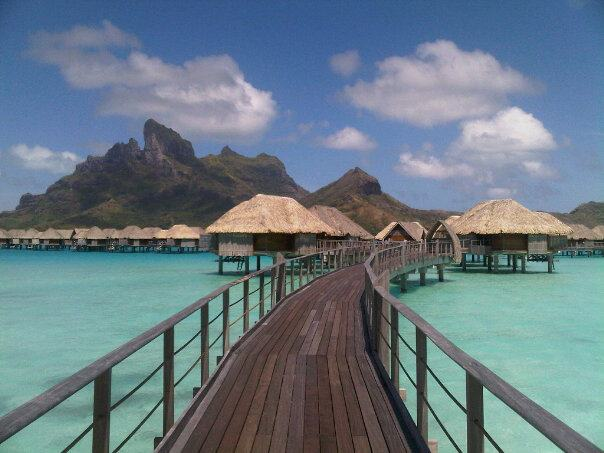
Bungalow sull'acqua nella Polinesia francese